# 村上正邦
村上正邦（日语：／ Murakami Masakuni，1932年8月21日—2020年9月10日），日本政治家。福岡縣田川郡添田町出身。毕业于拓殖大学政经学部。曾4次當選參議院議員。1992年至1993年在宮澤喜一內閣中出任勞動大臣。他在自民黨中屬于江藤·龜井派，是志帥會的首任會長。1999年至2001年擔任自民黨參議院議員會長，期間在2000年小淵惠三病重時曾作為「五人組」成員之一推舉出森喜朗接任首相。2001年因為在KSD事件中接受賄賂被捕，後被判刑。2020年9月10日凌晨4时30分，在埼玉縣朝霞市的医院去世。

## 外部連結
- （日語）直言增刊3號尖端訪談・村上正邦×宮崎學×西部邁×鈴木宗男

| 前任： 結成     | 志帥會會長 初代：1998年—1999年     | 繼任： 江藤隆美 |
| 前任： 近藤鐵雄 | 勞動大臣 第58代：1992年—1993年     | 繼任： 坂口力   |
| 前任： 井上裕   | 自民黨參議院議員會長 1999年—2001年 | 繼任： 竹山裕   |